# 机核
机核网是以电子游戏及其周边泛文化資訊為主的中国大陆媒體，由赵夏于2010年成立，早期為赵夏等主機遊戲玩家用業餘時間經營的網路電台，內容以遊戲和遊戲相關文化為主，2014年開始公司化營運並發展各類業務。

## 歷史
北京出身的赵夏，在小時候有著成為遊戲設計師的夢想，大學時進入了與遊戲無關的廣告專業，於是和朋友在2010年5月建立的網路電台站點「机核」。同年8月，赵夏前往廈門工作，電台節目一度中斷，2011年元旦赵夏回北京時獲得一些聽眾的鼓勵，堅定了赵夏經營電台的決心，他和朋友在北京和廈門都買了一套設備保證節目每週更新兩期。節目製作人員都是遊戲愛好者，節目內容圍繞主機遊戲及遊戲相關背景和文化內容。2014年中国大陆解除游戏机禁令，促使赵夏和姜尧創立机核（北京）文化传媒有限公司，初創團隊有七人，除了繼續電台節目和經營机核網外，還要開發網站的手機應用程式和派遣編輯到各地遊戲會展，自2014年開始，機核網開放文章和視頻投稿，由編輯負責人工審核。
2013年机核舉辦了第一次聽眾聚會，之後每逢五月都舉行週年聚會。机核在2016年將聚會改成電子遊戲展會，並建立品牌「核聚变」營運，品牌對標美国的PAX游戏展。早期展會參與者以男性玩家為主，且都是電台聽眾，後來活動參與者擴大到不同受眾，女性參與者從過去兩成增加到四成以上。同年心动公司投資機核。2017年机核建立服飾品牌「吉考斯工业」，和遊戲品牌合作推出聯名服飾。2019年机核發起BOOOM 机核社区游戏创作活动，並在2020年成立「GCORES PUBLISHING」幫助BOOOM參與者商業發行作品，2022年7月22日，机核首次以「GCORES PUBLISHING」名義在Steam发行遊戲。同年机核推出會員服務「GPASS」，上架收費播客節目，還有有聲書和實體書品牌「核市奇谭」。2023年3月後，用户投稿交由第三方機器審核，非必要不進行人工審核。

## 歷年活動
| 时间             | 地点                            | 名称                     | 规模        |
| ---------------- | ------------------------------- | ------------------------ | ----------- |
| 2013-05-18       | 北京 雍和宫五道营胡同School酒吧 | 3周年纪念                |             |
| 2014-05-24       | 北京 歌华大厦                   | 机核网4周年派对          |             |
| 2015-05-23       | 北京 歌华大厦                   | 机核5周年                | 400人左右   |
| 2016 05.28-05.29 | 北京 光耀东方广场               | 核聚变                   | 4500人左右  |
| 2016 09.16-09.17 | 上海 世博公园                   | 核聚变 Lite 2016 上海站  | 10000人左右 |
| 2017 05.20-05.21 | 北京 光耀东方广场               | 核聚变 2017              |             |
| 2017 11.25-11.26 | 广州 啤酒文化创意艺术区包装车间 | 核聚变 Lite 2017         |             |
| 2018 05.05-05.06 | 北京 北京亦创国际会展中心       | 核聚变 2018              | 15000人左右 |
| 2018 11.10-11.11 | 广州 保利世贸展览中心           | 核聚变 Tour 2018 广州站  |             |
| 2018 12.15-12.16 | 厦门 国际会议展览中心           | 核聚变 Tour 2018 厦门站  |             |
| 2019 05.10-05.12 | 北京 北京亦创国际会展中心       | 核聚变 2019              |             |
| 2019 10.19-10.20 | 杭州 国际博览中心 4D展厅        | 核聚变 Tour 2019 杭州站  |             |
| 2019 11.09-11.10 | 广州 保利世贸展览中心 2F        | 核聚变 Tour 2019 广州站  |             |
| 2021 10.16-10.17 | 成都 世纪城新国际会展中心9号馆  | 核聚变 Tour 2021 成都站  |             |
| 2021 10.20-10.21 | 广州 保利世贸博览馆3、4号馆     | 核聚变 Tour 2021 广州站  |             |
| 2023 06.10-06.11 | 广州 保利世贸博览馆三层6号馆    | 核聚变 Tour 2023 广州站  |             |
| 2023 09.09-09.10 | 北京 北人亦创国际会展中心       |                          |             |
| 2023 11.25-11.26 | 成都 成都世纪城                 | 核聚变游戏节 2023 成都站 |             |
| 2024 05.18-05.19 | 广州 保利世贸博览馆6号馆        | 核聚变2024广州站         |             |
| 2024 09.21-09.22 | 北京 北人亦创国际会展中心       | 核聚变2024北京站         |             |
| 2025 06.28-06.29 | 北京 首钢国际会展中心           | 核聚变2025北京站         |             |

## 争议
2020年《最后生还者 第二章》发售後，在玩家間評論負面。机核在遊戲發售前的评测视频“属于电子游戏的奇迹《最后生还者 第二部》”，對作品的過度吹捧引起玩家不满。部分机核成員面對批評時發佈的言論，引起玩家聲討机核。机核负责人赵夏發表道歉信《关于《最后生还者 第二部》风波的反思》平息事件。
2023年8月25日，日本開始往海洋排放福島核廢水排放，机核服装品牌“吉考斯工业”项目负责人在微信朋友圈中发布“核污水”的言論引起輿情，同月27日，机核解僱原負責人。